# 계속해요, 문나 형님
계속해요, 문나 형님(Lage Raho Munnabhai)은 인도에서 제작된 라지쿠마르 히라니 감독의 2006년 영화이다. 산제이 더트 등이 주연으로 출연하였고 비두 비노드 쇼프라 등이 제작에 참여하였다.

## 출연

### 주연
- 산제이 더트
- 아샤드 워시

### 조연
- 비드야 발란
- 보만 이라니
- 디야 미르자
- 지미 셰르길
- 커브허스한 카반다
- 사우라브 슈클라
- 아비쉑 밧찬
- 파리크샷 사니
- 쿠루쉬 데부
- 아치웃 포트다르

## 제작진
- 미술: 니틴 찬드라칸트 데사이
- 의상: 쉬나 패릭
- 의상: 서바너 레이 초드허리
- 창조: 비르 초프라